# 宜兴窑址
宜兴窑址，是指在中华人民共和国江苏省无锡市宜兴市境内发现的一系列古代窑址。

## 概述
当地考古队在张渚镇归径骆驼墩、唐南村以及丁蜀袱东蝼里村、元帆村（下层）发现以细泥制的红衣陶钵、夹砂粗红陶鼎、釜及牛鼻式耳罐为特征的陶器。它们与磨光的石斧、石锛共存于新石器时代遗址中陶器的主要特点，均与太湖流域及钱塘江流域的马家浜文化特点相一致，这些地区均发现大量的残陶碎片。
宜兴窑业区域与南宋以来的变迁有关：自宋朝迁都南京后，受军政影响，宜兴西部地区的制陶业也投入军需服务，以“韩瓶”为代表；但宋朝结束后并未明显发展。直到明朝，陶业逐渐由宜兴西部山区向东南方向转移。明朝初期宜兴窑址多分布于沿山一带，以袱东白泥场、川埠查林大岭一线为主。明朝中晚期以后，南北窑、胜相互靠拢，逐渐在丁蜀镇形成新的中心，其所产陶器多为粗陶，以缸、坛、盆、罐、壶、砂锅、碗等日用陶瓷为主，以紫砂壶最为知名。

## 保护
2006年5月25日，宜兴窑址被列为全国重点文物保护单位。分别包括：
- 小窑墩遗址
- 涧潨窑遗址
- 真武殿窑群
- 前墅龙窑
- 筱王村古窑群
- 前进窑遗址

2010年，宜兴市制定宜兴窑址保护规划通过了江苏省文物局的论证。